# NGC 4231
NGC 4231 is een spiraalvormig sterrenstelsel in het sterrenbeeld Jachthonden. Het hemelobject werd op 9 maart 1788 ontdekt door de Duits-Britse astronoom William Herschel.

## Synoniemen
- UGC 7304
- MCG 8-22-94
- ZWG 243.60
- NPM1G +47.0223
- PGC 39354